# Ipswich Motorway
Der Ipswich Motorway ist eine Autobahn im Südosten des australischen Bundesstaates Queensland. Er verbindet als M7 die Ipswich Road in Rocklea (Brisbane) mit dem Logan Motorway (M2) in Gailes und führt dann als M2 weiter nach Westen zum Warrego Highway (NA2) und Cunningham Highway (N15) in Ipswich.
Er führt zunächst durch Brisbanes südwestliche Vororte Rocklea, Oxley und Darra und erreicht dann die östlichen Vororte von Ipswich, Redbank Plains, Goodna und Riverview. In Darra ist er direkt an den Centenary Motorway (M5) angebunden und in Gailes an den Logan Motorway (M2). 2008 wurde festgestellt, dass ca. 80.000 Fahrzeuge den Ipswich Motorway täglich benutzen. Ende 2010 war diese Zahl auf 100.000 gestiegen. 2002 lag die morgendliche Rushhour zwischen 7:00 Uhr und 8:00 Uhr. 2008 wurde sie zwischen 5:00 Uhr und 6:00 Uhr festgestellt.

## Ausbau
2003 begannen die Planungen für den Ausbau der Autobahn. Sie wurde im South East Queensland Infrastructure Plan and Program als eine der wichtigsten Punkte ausgewiesen. Der Ausbau war notwendig geworden, um die Verkehrssicherheit zu erhöhen und Verkehrsstaus zu vermindern.
Mit Unterstützung des Commonwealth of Australia wurde der Ausbau zwischen den Anschlussstellen des Logan Motorway und des Centenary Motorway durchgeführt.
Der Ausbau von vier auf sechs Spuren zwischen Wacol und Darra war eines der wichtigsten Versprechen der Australian Labor Party im Wahlkampf 2007. Neben der Verbreiterung des Ipswich Motorway umfasste der Ausbau die Umwandlung des Anschlusses des Centenary Highway in ein höhenfreies Autobahndreieck und Arbeiten an den Zubringern, die auf eine Reduzierung des Verkehrs auf der Autobahn um 20 % zielten. Die australische Bundesregierung unterstützte den Ausbau mit AU-$ 3,18 Mrd. Der neue Streckenabschnitt von Wacol nach Darra wurde am 18. April 2010 dem Verkehr übergeben.
Der Ausbau des 8 km langen Streckenabschnitts zwischen Dinmore und Goodna begann Mitte 2009 und soll Ende 2012 fertiggestellt werden. Das AU-$ 1,95 Mrd. teure Projekt, das wiederum von der australischen Bundesregierung bezuschusst wird, wird von der Origin Alliance, bestehend aus dem Department of Transport and Main Roads, der Abigroup, Seymour White, Fulton Hogan, der SMEC und Parsons Brinckerhoff, gebaut.
Der letzte Teil, der noch einem Ausbau unterzogen werden muss, ist der 7 km lange Abschnitt zwischen Darra und Rocklea. Die Planung hierfür wurde 2011 abgeschlossen.
Der vorgeschlagene Goodna Bypass oder Northern Bypass des Westteils der M2 wurden nach den Wahlen 2007 gestrichen. Dieser 7 km lange neue Autobahnabschnitt hätte Verkehr vom Warrego Highway und vom Cunningham Highway zum Anschluss des Logan Highway abgeleitet. Vier Brücken über den Brisbane River wären enthalten gewesen.

## Ausfahrten und Autobahndreiecke
| Ipswich Motorway                                                           |                               |                              | |
| Ausfahrten Richtung Norden                                                 | Entfernung nach Brisbane (km) | Entfernung nach Ipswich (km) | Ausfahrten Richtung Süden                                                                                    |
| Ende Ipswich Motorway weiter als Ipswich Road nach Rocklea / Woolloongabba | --                            | 29                           | Beginn Ipswich Motorway weiter von der Ipswich Road                                                          |
| Mount Gravatt, Capalaba Granard Road                                       | --                            | 28.5                         | Mount Gravatt, Capalaba Granard Road                                                                         |
| Suscatand Street                                                           | --                            | 28                           | Randolph Street                                                                                              |
| Oxley, Inala Oxley Road / Blunder Road                                     | --                            | 26,5                         | Inala, Oxley Blunder Road / Oxley Road                                                                       |
| Oxley, Inala Oxley Road / Blunder Road                                     | --                            | 26,5                         | Rudd Street                                                                                                  |
| Richlands, Darra Harcourt Road                                             | --                            | 24                           | Richlands, Darra Acanthus Street über Ipswich Service Road                                                   |
| Jindalee, Brisbane Centenary Motorway M5                                   | 17                            | 23                           | Springfield, Gold Coast, Jindalee Garden Road / Centenary Motorway M5                                        |
| Vehicle Inspection Centre                                                  | 17                            | 23                           | Springfield, Gold Coast, Jindalee Garden Road / Centenary Motorway M5                                        |
| Arthur Gorrie Remand & Reception Centre                                    | 18                            | 22                           | keine Ausfahrt                                                                                               |
| keine Ausfahrt                                                             | 20                            | 20                           | Inala, Woodridge Progress Road                                                                               |
| keine Ausfahrt                                                             | 20                            | 20                           | Wacol Wacol Station Road                                                                                     |
| keine Ausfahrt                                                             | 20                            | 20                           | Campbell Avenue                                                                                              |
| Inala, Woodridge Progress Road                                             | 20,5                          | 19,5                         | keine Ausfahrt                                                                                               |
| Wacol Wacol Station Road                                                   | 20,5                          | 19,5                         | keine Ausfahrt                                                                                               |
| Akenside Street                                                            | 20,5                          | 19,5                         | keine Ausfahrt                                                                                               |
| keine Ausfahrt                                                             | 21,5                          | 18,5                         | Vehicle Inspection Centre                                                                                    |
| weiter als                                                                 | 22                            | 18                           | Logan Central, Gold Coast Logan Motorway                                                                     |
| weiter als                                                                 | 22                            | 18                           | Gailes Viking Drive                                                                                          |
| weiter als                                                                 | 22                            | 18                           | Ende weiter als                                                                                              |
| Logan Central, Gold Coast, Sunshine Coast Logan Motorway                   | 22,5                          | 17,5                         | Redbank Plains, Goodna Queen Street 61 über Brisbane Road (Keine Zufahrt vom Autobahndreieck Logan Motorway) |
| Logan Central, Gold Coast, Sunshine Coast Logan Motorway                   | 22,5                          | 17,5                         | Bertha Street (Keine Zufahrt vom Autobahndreieck Logan Motorway)                                             |
| keine Ausfahrt                                                             | 25                            | 15                           | Stuart Street                                                                                                |
| Service Centre                                                             | 26                            | 14                           | Chalk Street                                                                                                 |
| keine Ausfahrt                                                             | 27                            | 13                           | Collingwood Park, Redbank Collingwood Drive                                                                  |
| Redbank, Collingwood Park Mine Street                                      | 27,5                          | 12,5                         | Fox Street                                                                                                   |
| Redbank Brisbane Road                                                      | 28                            | 12                           | keine Ausfahrt                                                                                               |
| keine Ausfahrt                                                             | 28,5                          | 11,5                         | Brisbane Road                                                                                                |
| Riverview, Moggill McEwan Street                                           | 29                            | 11                           | Riverview, Moggill McEwan Street                                                                             |
| Beginn Ipswich Motorway weiter vom Cunningham Highway und Warrego Highway  | 30                            | 10                           | Toowoomba, Charleville, Mount Isa, Melbourne, Darwin Warrego Highway                                         |
| Beginn Ipswich Motorway weiter vom Cunningham Highway und Warrego Highway  | 30                            | 10                           | Ende Ipswich Motorway weiter als Cunningham Highway nach Ipswich / Warwick / Tenterfield / Sydney            |

## Quelle
- Steve Parish: Australian Touring Atlas. Steve Parish Publishing, Archerfield QLD 2007, ISBN 978-1-74193-232-4, S. 3, 6, 7 (englisch).